# Oscar-díj a legjobb női mellékszereplőnek
A legjobb női mellékszereplőnek járó Oscar-díjat 1937 óta adja át az amerikai Filmművészeti és Filmtudományi Akadémia. A jelöltek listáját az Akadémia filmszínész tagjai állítják össze, de az Akadémia teljes tagsága szavazhat rájuk.
Kétszer nyert Oscar-díjat ebben a kategóriában: Shelley Winters és Dianne Wiest, valamint további hét színésznő nyerte a rangos kitüntetést ebben és a legjobb női főszereplő kategóriában egyaránt: Helen Hayes, Ingrid Bergman, Maggie Smith, Meryl Streep, Jessica Lange, Cate Blanchett és
Renée Zellweger.
Eredetileg ennek a díjnak a nyertese csak egy emlékplakettet kapott, az 1944-es 16. gálától kezdve kaptak szobrot.
A kialakult gyakorlat szerint az alábbi filmek a megjelenés dátuma szerint kerülnek listázásra: például az „1999 legjobb női mellékszereplője” Oscar-díját a 2000-es díjosztó ceremónián hirdették ki.

## Díjazottak és jelöltek

### Az 1930-as évek
| Év                   | Név                                            | Cím |
| -------------------- | ---------------------------------------------- | --- |
| 1936 9. Oscar-gála   |                                                |     |
| Gale Sondergaard     | Anthony Adverse (Anthony Adverse)              |     |
| Beulah Bondi         | A kegyencnő (The Gorgeous Hussy)               |     |
| Alice Brady          | Godfrey, a lakáj (My Man Godfrey)              |     |
| Bonita Granville     | Ártatlanok (These Three)                       |     |
| Maria Ouspenskaya    | Az élni vágyó asszony (Dodsworth)              |     |
| 1937 10. Oscar-gála  |                                                |     |
| Alice Brady          | Chicago, a bűnös város (In Old Chicago)        |     |
| Andrea Leeds         | Álomkapu (Stage Door)                          |     |
| Anne Shirley         | Asszony a lejtőn (Stella Dallas)               |     |
| Claire Trevor        | Zsákutca (Dead End)                            |     |
| May Whitty           | Night Must Fall                                |     |
| 1938 11. Oscar-gála  |                                                |     |
| Fay Bainter          | Jezabel (Jezebel)                              |     |
| Beulah Bondi         | Of Human Hearts                                |     |
| Billie Burke         | Finom úri ház (Merrily We Live)                |     |
| Spring Byington      | Így élni jó (You Can't Take It With You)       |     |
| Miliza Korjus        | A nagy keringő (The Great Waltz)               |     |
| 1939 12. Oscar-gála  |                                                |     |
| Hattie McDaniel      | Elfújta a szél (Gone with the Wind)            |     |
| Olivia de Havilland  | Elfújta a szél (Gone with the Wind)            |     |
| Geraldine Fitzgerald | Üvöltő szelek (Wuthering Heights)              |     |
| Edna May Oliver      | Dobok a Mohawk mentén (Drums Along the Mohawk) |     |
| Maria Ouspenskaya    | Várlak.../Szerelmi történet (Love Affair)      |     |

### Az 1940-es évek
| Év                   | Név                                                             | Cím |
| -------------------- | --------------------------------------------------------------- | --- |
| 1940 13. Oscar-gála  |                                                                 |     |
| Jane Darwell         | Érik a gyümölcs (The Grapes of Wrath)                           |     |
| Judith Anderson      | A Manderley-ház asszonya (Rebecca)                              |     |
| Ruth Hussey          | Philadelphiai történet (The Philadelphia Story)                 |     |
| Barbara O’Neil       | Minden és ráadásul az ég (All This and Heaven Too)              |     |
| Marjorie Rambeau     | Primrose Path                                                   |     |
| 1941 14. Oscar-gála  |                                                                 |     |
| Mary Astor           | A nagy hazugság (The Great Lie)                                 |     |
| Sara Allgood         | Hová lettél, drága völgyünk? (How Green was My Valley)          |     |
| Patricia Collinge    | A kis rókák (The Little Foxes)                                  |     |
| Teresa Wright        | A kis rókák (The Little Foxes)                                  |     |
| Margaret Wycherly    | York őrmester (Sergeant York)                                   |     |
| 1942 15. Oscar-gála  |                                                                 |     |
| Teresa Wright        | Mrs. Miniver                                                    |     |
| Gladys Cooper        | Utazás a múltból (Now, Voyager)                                 |     |
| Agnes Moorehead      | Az Ambersonok tündöklése és bukása (The Magnificient Ambersons) |     |
| Susan Peters         | Megtalált évek (Random Harvest)                                 |     |
| May Whitty           | Mrs. Miniver                                                    |     |
| 1943 16. Oscar-gála  |                                                                 |     |
| Katína Paxinú        | Akiért a harang szól (For Whom the Bell Tolls)                  |     |
| Gladys Cooper        | Bernadette (The Song of Bernadette)                             |     |
| Paulette Goddard     | Angyalok a tűzvonalban (So Proudly We Hail!)                    |     |
| Anne Revere          | Bernadette (The Song of Bernadette)                             |     |
| Lucile Watson        | Őrség a Rajnán (Watch on the Rhine)                             |     |
| 1944 17. Oscar-gála  |                                                                 |     |
| Ethel Barrymore      | None but the Lonely Heart                                       |     |
| Jennifer Jones       | Mióta távol vagy (Since You Went Away)                          |     |
| Angela Lansbury      | Gázláng (Gaslight)                                              |     |
| Aline MacMahon       | Dragon Seed                                                     |     |
| Agnes Moorehead      | Mrs. Parkington                                                 |     |
| 1945 18. Oscar-gála  |                                                                 |     |
| Anne Revere          | A nagy derby (National Velvet)                                  |     |
| Eve Arden            | Mildred Pierce                                                  |     |
| Ann Blyth            | Mildred Pierce                                                  |     |
| Angela Lansbury      | The Picture of Dorian Gray                                      |     |
| Joan Lorring         | Zöld a vetés (The Corn is Green)                                |     |
| 1946 19. Oscar-gála  |                                                                 |     |
| Anne Baxter          | The Razor’s Edge                                                |     |
| Ethel Barrymore      | Csigalépcső (The Spiral Staircase)                              |     |
| Lillian Gish         | Párbaj a napon (Duel in the Sun)                                |     |
| Flora Robson         | Saratoga Trunk                                                  |     |
| Gale Sondergaard     | Anna és a sziámi király (Anna and the King of Siam)             |     |
| 1947 20. Oscar-gála  |                                                                 |     |
| Celeste Holm         | Úri becsületszó (Gentleman’s Agreement)                         |     |
| Ethel Barrymore      | A Paradine-ügy (The Paradine Case)                              |     |
| Gloria Grahame       | Kereszttűz (Crossfire)                                          |     |
| Marjorie Main        | The Egg and I                                                   |     |
| Anne Revere          | Úri becsületszó (Gentleman’s Agreement)                         |     |
| 1948 21. Oscar-gála  |                                                                 |     |
| Claire Trevor        | Key Largo (Key Largo)                                           |     |
| Barbara Bel Geddes   | I Remember Mama                                                 |     |
| Ellen Corby          | I Remember Mama                                                 |     |
| Agnes Moorehead      | Johnny Belinda                                                  |     |
| Jean Simmons         | Hamlet                                                          |     |
| 1949 22. Oscar-gála  |                                                                 |     |
| Mercedes McCambridge | A király összes embere (All the King’s Men)                     |     |
| Ethel Barrymore      | Pinky                                                           |     |
| Celeste Holm         | Come to the Stable                                              |     |
| Elsa Lanchester      | Come to the Stable                                              |     |
| Ethel Waters         | Pinky                                                           |     |

### Az 1950-es évek
| Év                   | Név                                                          | Cím |
| -------------------- | ------------------------------------------------------------ | --- |
| 1950 23. Oscar-gála  |                                                              |     |
| Josephine Hull       | Barátom, Harvey (Harvey)                                     |     |
| Hope Emerson         | Caged                                                        |     |
| Celeste Holm         | Mindent Éváról (All About Eve)                               |     |
| Nancy Olson          | Alkony sugárút (Sunset Boulevard)                            |     |
| Thelma Ritter        | Mindent Éváról (All About Eve)                               |     |
| 1951 24. Oscar-gála  |                                                              |     |
| Kim Hunter           | A vágy villamosa (A Streetcar Named Desire)                  |     |
| Joan Blondell        | The Blue Veil                                                |     |
| Mildred Dunnock      | Death of a Salesman                                          |     |
| Lee Grant            | Detective Story                                              |     |
| Thelma Ritter        | The Mating Season                                            |     |
| 1952 25. Oscar-gála  |                                                              |     |
| Gloria Grahame       | A rossz és a szép (The Bad and the Beautiful)                |     |
| Jean Hagen           | Ének az esőben (Singin’ in the Rain)                         |     |
| Colette Marchand     | Moulin Rouge (Moulin Rouge)                                  |     |
| Terry Moore          | Térj vissza, kicsi Sheba! (Come Back, Little Sheba)          |     |
| Thelma Ritter        | With a Song in My Heart                                      |     |
| 1953 26. Oscar-gála  |                                                              |     |
| Donna Reed           | Most és mindörökké (From Here to Eternity)                   |     |
| Grace Kelly          | Mogambo                                                      |     |
| Geraldine Page       | Hondo                                                        |     |
| Marjorie Rambeau     | Torch Song                                                   |     |
| Thelma Ritter        | Pickup on South Street                                       |     |
| 1954 27. Oscar-gála  |                                                              |     |
| Eva Marie Saint      | A rakparton (On the Waterfront)                              |     |
| Nina Foch            | Executive Suite                                              |     |
| Katy Jurado          | A kettétört lándzsa (Broken Lance)                           |     |
| Jan Sterling         | The High and the Mighty                                      |     |
| Claire Trevor        | The High and the Mighty                                      |     |
| 1955 28. Oscar-gála  |                                                              |     |
| Jo Van Fleet         | Édentől keletre (East of Eden)                               |     |
| Betsy Blair          | Marty                                                        |     |
| Peggy Lee            | Pete Kelly’s Blues                                           |     |
| Marisa Pavan         | The Rose Tattoo                                              |     |
| Natalie Wood         | Haragban a világgal (Rebel without a Cause)                  |     |
| 1956 29. Oscar-gála  |                                                              |     |
| Dorothy Malone       | Szélbe írva (Written on the Wind)                            |     |
| Mildred Dunnock      | Babuci (Baby Doll)                                           |     |
| Eileen Heckart       | The Bad Seed                                                 |     |
| Mercedes McCambridge | Óriás (Giant) (Giant)                                        |     |
| Patty McCormack      | The Bad Seed                                                 |     |
| 1957 30. Oscar-gála  |                                                              |     |
| Miyoshi Umeki        | Szajonara (Sayonara)                                         |     |
| Carolyn Jones        | The Bachelor Party                                           |     |
| Elsa Lanchester      | A vád tanúja (Witness for the Prosecution)                   |     |
| Hope Lange           | Peyton Place                                                 |     |
| Diane Varsi          | Peyton Place                                                 |     |
| 1958 31. Oscar-gála  |                                                              |     |
| Wendy Hiller         | Külön asztalok (Separate Tables)                             |     |
| Peggy Cass           | Auntie Mame                                                  |     |
| Martha Hyer          | Rohanva jöttek (Van, aki futva érkezett) (Some Came Running) |     |
| Maureen Stapleton    | Lonelyhearts                                                 |     |
| Cara Williams        | A megbilincseltek (The Defiant Ones)                         |     |
| 1959 32. Oscar-gála  |                                                              |     |
| Shelley Winters      | Anna Frank naplója (The Diary of Anne Frank)                 |     |
| Hermione Baddeley    | Hely a tetőn (Room at the Top)                               |     |
| Susan Kohner         | Látszatélet (Imitation of Life)                              |     |
| Juanita Moore        | Látszatélet (Imitation of Life)                              |     |
| Thelma Ritter        | Párnacsaták (Pillow Talk)                                    |     |

### Az 1960-as évek
| Év                  | Név                                                         | Cím |
| ------------------- | ----------------------------------------------------------- | --- |
| 1960 33. Oscar-gála |                                                             |     |
| Shirley Jones       | Elmer Gantry                                                |     |
| Glynis Johns        | Csavargók (The Sundowners)                                  |     |
| Shirley Knight      | Dark at the Top of the Stairs                               |     |
| Janet Leigh         | Psycho                                                      |     |
| Mary Ure            | Sons and Lovers                                             |     |
| 1961 34. Oscar-gála |                                                             |     |
| Rita Moreno         | West Side Story (West Side Story)                           |     |
| Fay Bainter         | A gyerekek órája (Végzetes rágalom) (The Children’s Hour)   |     |
| Judy Garland        | Ítélet Nürnbergben (Judgment at Nuremberg)                  |     |
| Lotte Lenya         | Tavasz Rómában (The Roman Spring of Mrs. Stone)             |     |
| Una Merkel          | Summer and Smoke                                            |     |
| 1962 35. Oscar-gála |                                                             |     |
| Patty Duke          | A csodatevő (The Miracle Worker)                            |     |
| Mary Badham         | Ne bántsátok a feketerigót! (To Kill a Mockingbird)         |     |
| Shirley Knight      | Az ifjúság édes madara (Sweet Bird of Youth)                |     |
| Angela Lansbury     | A mandzsúriai jelölt (The Manchurian Candidate)             |     |
| Thelma Ritter       | Az alcatrazi ember (Birdman of Alcatraz)                    |     |
| 1963 36. Oscar-gála |                                                             |     |
| Margaret Rutherford | A fontos személyek (The V.I.P.s)                            |     |
| Diane Cilento       | Tom Jones (Tom Jones)                                       |     |
| Edith Evans         | Tom Jones (Tom Jones)                                       |     |
| Joyce Redman        | Tom Jones (Tom Jones)                                       |     |
| Lilia Skala         | Nézzétek a mező liliomait! (Lilies of the Field)            |     |
| 1964 37. Oscar-gála |                                                             |     |
| Lila Kedrova        | Zorba, a görög (Zorba the Greek)                            |     |
| Gladys Cooper       | My Fair Lady (My Fair Lady)                                 |     |
| Edith Evans         | The Chalk Garden                                            |     |
| Grayson Hall        | Az iguána éjszakája (The Night of the Iguana)               |     |
| Agnes Moorehead     | Csend, csend, édes Charlotte (Hush...Hush, Sweet Charlotte) |     |
| 1965 38. Oscar-gála |                                                             |     |
| Shelley Winters     | Fekete-fehér (A Patch of Blue)                              |     |
| Ruth Gordon         | Daisy Clover belülről (Inside Daisy Clover)                 |     |
| Joyce Redman        | Othello (Othello)                                           |     |
| Maggie Smith        | Othello (Othello)                                           |     |
| Peggy Wood          | A muzsika hangja (The Sound of Music)                       |     |
| 1966 39. Oscar-gála |                                                             |     |
| Sandy Dennis        | Nem félünk a farkastól (Who's Afraid of Virginia Woolf)     |     |
| Wendy Hiller        | Egy ember az örökkévalóságnak (A Man for All Seasons)       |     |
| Jocelyne LaGarde    | Hawaii (Hawaii)                                             |     |
| Vivien Merchant     | Alfie – Szívtelen szívtipró (Alfie)                         |     |
| Geraldine Page      | Te már nagy kisfiú vagy (You're a Big Boy Now)              |     |
| 1967 40. Oscar-gála |                                                             |     |
| Estelle Parsons     | Bonnie és Clyde (Bonnie and Clyde)                          |     |
| Carol Channing      | Ízig-vérig modern Millie (Thoroughly Modern Millie)         |     |
| Mildred Natwick     | Mezítláb a parkban (Barefoot in the Park)                   |     |
| Beah Richards       | Találd ki, ki jön vacsorára! (Guess Who's Coming to Dinner) |     |
| Katharine Ross      | Diploma előtt (The Graduate)                                |     |
| 1968 41. Oscar-gála |                                                             |     |
| Ruth Gordon         | Rosemary gyermeke (Rosemary's Baby)                         |     |
| Lynn Carlin         | Arcok (Faces)                                               |     |
| Sondra Locke        | Magányos vadász a szív (The Heart Is a Lonely Hunter)       |     |
| Kay Medford         | Funny Girl (Funny Girl)                                     |     |
| Estelle Parsons     | Rachel, Rachel (Rachel, Rachel)                             |     |
| 1969 42. Oscar-gála |                                                             |     |
| Goldie Hawn         | A kaktusz virága (Cactus Flower)                            |     |
| Catherine Burns     | Az utolsó nyár (Last Summer)                                |     |
| Dyan Cannon         | Bob és Carol és Ted és Alice (Bob & Carol & Ted & Alice)    |     |
| Sylvia Miles        | Éjféli cowboy (Midnight Cowboy)                             |     |
| Susannah York       | A lovakat lelövik, ugye? (They Shoot Horses, Don't They?)   |     |

### Az 1970-es évek
| Év                  | Név                                                                         | Cím |
| ------------------- | --------------------------------------------------------------------------- | --- |
| 1970 43. Oscar-gála |                                                                             |     |
| Helen Hayes         | Airport (Airport)                                                           |     |
| Karen Black         | Öt könnyű darab (Five Easy Pieces)                                          |     |
| Lee Grant           | A háziúr (The Landlord)                                                     |     |
| Sally Kellerman     | MASH (MASH)                                                                 |     |
| Maureen Stapleton   | Airport (Airport)                                                           |     |
| 1971 44. Oscar-gála |                                                                             |     |
| Cloris Leachman     | Az utolsó mozielőadás (The Last Picture Show)                               |     |
| Ellen Burstyn       | Az utolsó mozielőadás (The Last Picture Show)                               |     |
| Barbara Harris      | Who Is Harry Kellerman and Why Is He Saying Those Terrible Things About Me? |     |
| Margaret Leighton   | A közvetítő (The Go-Between)                                                |     |
| Ann-Margret         | Testi kapcsolatok (Carnal Knowledge)                                        |     |
| 1972 45. Oscar-gála |                                                                             |     |
| Eileen Heckart      | A pillangók szabadok (Butterflies Are Free)                                 |     |
| Jeannie Berlin      | The Heartbreak Kid                                                          |     |
| Geraldine Page      | Micsoda házasság! (Pete 'n' Tillie)                                         |     |
| Susan Tyrrell       | Bunyósok (Fat City)                                                         |     |
| Shelley Winters     | A Poszeidon katasztrófa (The Poseidon Adventure)                            |     |
| 1973 46. Oscar-gála |                                                                             |     |
| Tatum O’Neal        | Papírhold (Paper Moon)                                                      |     |
| Linda Blair         | Az ördögűző (The Exorcist)                                                  |     |
| Candy Clark         | American Graffiti (American Graffiti)                                       |     |
| Madeline Kahn       | Papírhold (Paper Moon)                                                      |     |
| Sylvia Sidney       | Nyári kaland, téli álom (Summer Wishes, Winter Dreams)                      |     |
| 1974 47. Oscar-gála |                                                                             |     |
| Ingrid Bergman      | Gyilkosság az Orient Expresszen (Murder on the Orient Express)              |     |
| Valentina Cortese   | Amerikai éjszaka (Day for Night)                                            |     |
| Madeline Kahn       | Fényes nyergek (Blazing Saddles)                                            |     |
| Diane Ladd          | Alice már nem lakik itt (Alice Doesn't Live Here Anymore)                   |     |
| Talia Shire         | A Keresztapa II. (The Godfather Part II)                                    |     |
| 1975 48. Oscar-gála |                                                                             |     |
| Lee Grant           | Sampon (Shampoo)                                                            |     |
| Ronee Blakley       | Nashville (Nashville)                                                       |     |
| Sylvia Miles        | Kedvesem, Isten veled (Farewell, My Lovely)                                 |     |
| Lily Tomlin         | Nashville (Nashville)                                                       |     |
| Brenda Vaccaro      | Once Is Not Enough                                                          |     |
| 1976 49. Oscar-gála |                                                                             |     |
| Beatrice Straight   | Hálózat (Network)                                                           |     |
| Jane Alexander      | Az elnök emberei (All the President's Men)                                  |     |
| Jodie Foster        | Taxisofőr (Taxi Driver)                                                     |     |
| Lee Grant           | Elátkozottak utazása (Voyage of the Damned)                                 |     |
| Piper Laurie        | Carrie (Carrie)                                                             |     |
| 1977 50. Oscar-gála |                                                                             |     |
| Vanessa Redgrave    | Júlia (Julia)                                                               |     |
| Leslie Browne       | Fordulópont (The Turning Point)                                             |     |
| Quinn Cummings      | Hölgyem, Isten áldja! (The Goodbye Girl)                                    |     |
| Melinda Dillon      | Harmadik típusú találkozások (Close Encounters of the Third Kind)           |     |
| Tuesday Weld        | Nappalok és éjszakák (Looking for Mr. Goodbar)                              |     |
| 1978 51. Oscar-gála |                                                                             |     |
| Maggie Smith        | Kaliforniai lakosztály (California Suite)                                   |     |
| Dyan Cannon         | Ép testben épp, hogy élek (Heaven Can Wait)                                 |     |
| Penelope Milford    | Hazatérés (Coming Home)                                                     |     |
| Maureen Stapleton   | Vívódások (Interiors)                                                       |     |
| Meryl Streep        | A szarvasvadász (The Deer Hunter)                                           |     |
| 1979 52. Oscar-gála |                                                                             |     |
| Meryl Streep        | Kramer kontra Kramer (Kramer vs. Kramer)                                    |     |
| Jane Alexander      | Kramer kontra Kramer (Kramer vs. Kramer)                                    |     |
| Barbara Barrie      | Start két keréken (Breaking Away)                                           |     |
| Candice Bergen      | Egy elvált férfi ballépései (Starting Over)                                 |     |
| Mariel Hemingway    | Manhattan (Manhattan)                                                       |     |

### Az 1980-as évek
| Év                          | Név                                                      | Cím |
| --------------------------- | -------------------------------------------------------- | --- |
| 1980 53. Oscar-gála         |                                                          |     |
| Mary Steenburgen            | Melvin és Howard (Melvin and Howard)                     |     |
| Eileen Brennan              | Benjamin közlegény (Private Benjamin)                    |     |
| Eva Le Gallienne            | Feltámadás (Resurrection)                                |     |
| Cathy Moriarty              | Dühöngő bika (Raging Bull)                               |     |
| Diana Scarwid               | Inside Moves                                             |     |
| 1981 54. Oscar-gála         |                                                          |     |
| Maureen Stapleton           | Vörösök (Reds)                                           |     |
| Melinda Dillon              | A szenzáció áldozatai (Absence of Malice)                |     |
| Jane Fonda                  | Az aranytó (On Golden Pond)                              |     |
| Joan Hackett                | Csak ha nevetek (Only When I Laugh)                      |     |
| Elizabeth McGovern          | Ragtime (Ragtime)                                        |     |
| 1982 55. Oscar-gála         |                                                          |     |
| Jessica Lange               | Aranyoskám (Tootsie)                                     |     |
| Glenn Close                 | Garp szerint a világ (The World According to Garp)       |     |
| Teri Garr                   | Aranyoskám (Tootsie)                                     |     |
| Kim Stanley                 | Frances (Frances)                                        |     |
| Lesley Ann Warren           | Viktor, Viktória (Victor/Victoria)                       |     |
| 1983 56. Oscar-gála         |                                                          |     |
| Linda Hunt                  | A veszélyes élet éve (The Year of Living Dangerously)    |     |
| Cher                        | Silkwood (Silkwood)                                      |     |
| Glenn Close                 | A nagy borzongás (The Big Chill)                         |     |
| Amy Irving                  | Yentl (Yentl)                                            |     |
| Alfre Woodard               | Cross Creek                                              |     |
| 1984 57. Oscar-gála         |                                                          |     |
| Peggy Ashcroft              | Út Indiába (A Passage to India)                          |     |
| Glenn Close                 | Őstehetség (The Natural)                                 |     |
| Lindsay Crouse              | Hely a szívemben (Places in the Heart)                   |     |
| Christine Lahti             | Második műszak (Swing Shift)                             |     |
| Geraldine Page              | Az alvilág pápája (The Pope of Greenwich Village)        |     |
| 1985 58. Oscar-gála         |                                                          |     |
| Anjelica Huston             | A Prizzik becsülete (Prizzi's Honor)                     |     |
| Margaret Avery              | Bíborszín (The Color Purple)                             |     |
| Amy Madigan                 | Twice in a Lifetime                                      |     |
| Meg Tilly                   | Ágnes, az Isten báránya (Agnes of God)                   |     |
| Oprah Winfrey               | Bíborszín (The Color Purple)                             |     |
| 1986 59. Oscar-gála         |                                                          |     |
| Dianne Wiest                | Hannah és nővérei (Hannah and Her Sisters)               |     |
| Tess Harper                 | Bűnös szívek (Crimes of the Heart)                       |     |
| Piper Laurie                | Egy kisebb isten gyermekei (Children of a Lesser God)    |     |
| Mary Elizabeth Mastrantonio | A pénz színe (The Color of Money)                        |     |
| Maggie Smith                | Szoba kilátással (A Room with a View)                    |     |
| 1987 60. Oscar-gála         |                                                          |     |
| Olympia Dukakis             | Holdkórosok (Moonstruck)                                 |     |
| Norma Aleandro              | Gaby: Egy csodálatos élet (Gaby: A True Story)           |     |
| Anne Archer                 | Végzetes vonzerő (Fatal Attraction)                      |     |
| Anne Ramsey                 | Dobjuk ki anyut a vonatból! (Throw Momma from the Train) |     |
| Ann Sothern                 | Bálnák augusztusban (The Whales of August)               |     |
| 1988 61. Oscar-gála         |                                                          |     |
| Geena Davis                 | Az alkalmi turista (The Accidental Tourist)              |     |
| Joan Cusack                 | Dolgozó lány (Working Girl)                              |     |
| Frances McDormand           | Lángoló Mississippi (Mississippi Burning)                |     |
| Michelle Pfeiffer           | Veszedelmes viszonyok (Dangerous Liaisons)               |     |
| Sigourney Weaver            | Dolgozó lány (Working Girl)                              |     |
| 1989 62. Oscar-gála         |                                                          |     |
| Brenda Fricker              | A bal lábam (My Left Foot)                               |     |
| Anjelica Huston             | Ellenségek – Szerelmi történet (Enemies, A Love Story)   |     |
| Lena Olin                   | Ellenségek – Szerelmi történet (Enemies, A Love Story)   |     |
| Julia Roberts               | Acélmagnóliák (Steel Magnolias)                          |     |
| Dianne Wiest                | Vásott szülők (Parenthood)                               |     |

### Az 1990-es évek
| Év                     | Név                                                  | Cím |
| ---------------------- | ---------------------------------------------------- | --- |
| 1990 63. Oscar-gála    |                                                      |     |
| Whoopi Goldberg        | Ghost (Ghost)                                        |     |
| Annette Bening         | Svindlerek (The Grifters)                            |     |
| Lorraine Bracco        | Nagymenők (Goodfellas)                               |     |
| Diane Ladd             | Veszett a világ (Wild at Heart)                      |     |
| Mary McDonnell         | Farkasokkal táncoló (Dances with Wolves)             |     |
| 1991 64. Oscar-gála    |                                                      |     |
| Mercedes Ruehl         | A halászkirály legendája (The Fisher King)           |     |
| Diane Ladd             | Rózsa és tövis (Rambling Rose)                       |     |
| Juliette Lewis         | Cape Fear – A rettegés foka (Cape Fear)              |     |
| Kate Nelligan          | Hullámok hercege (The Prince of Tides)               |     |
| Jessica Tandy          | Sült, zöld paradicsom (Fried Green Tomatoes)         |     |
| 1992 65. Oscar-gála    |                                                      |     |
| Marisa Tomei           | Vinny, az 1ügyű (My Cousin Vinny)                    |     |
| Judy Davis             | Férjek és feleségek (Husbands and Wives)             |     |
| Joan Plowright         | Elvarázsolt április (Enchanted April)                |     |
| Vanessa Redgrave       | Szellem a házban (Howards End)                       |     |
| Miranda Richardson     | Végzet (Damage)                                      |     |
| 1993 66. Oscar-gála    |                                                      |     |
| Anna Paquin            | Zongoralecke (The Piano)                             |     |
| Holly Hunter           | A cég (The Firm)                                     |     |
| Rosie Perez            | Félelem nélkül (Fearless)                            |     |
| Winona Ryder           | Az ártatlanság kora (The Age of Innocence)           |     |
| Emma Thompson          | Apám nevében (In the Name of the Father)             |     |
| 1994 67. Oscar-gála    |                                                      |     |
| Dianne Wiest           | Lövések a Broadwayn (Bullets over Broadway)          |     |
| Rosemary Harris        | Tom és Viv (Tom & Viv)                               |     |
| Helen Mirren           | György király (The Madness of King George)           |     |
| Uma Thurman            | Ponyvaregény (Pulp Fiction)                          |     |
| Jennifer Tilly         | Lövések a Broadwayn (Bullets over Broadway)          |     |
| 1995 68. Oscar-gála    |                                                      |     |
| Mira Sorvino           | Hatalmas Aphrodité (Mighty Aphrodite)                |     |
| Joan Allen             | Nixon (Nixon)                                        |     |
| Kathleen Quinlan       | Apolló 13 (Apollo 13)                                |     |
| Mare Winningham        | Georgia (Georgia)                                    |     |
| Kate Winslet           | Értelem és érzelem (Sense and Sensibility)           |     |
| 1996 69. Oscar-gála    |                                                      |     |
| Juliette Binoche       | Az angol beteg (The English Patient)                 |     |
| Joan Allen             | A salemi boszorkányok (The Crucible)                 |     |
| Lauren Bacall          | Tükröm, tükröm (The Mirror Has Two Faces)            |     |
| Barbara Hershey        | Egy hölgy arcképe (The Portrait of a Lady)           |     |
| Marianne Jean-Baptiste | Titkok és hazugságok (Secrets & Lies)                |     |
| 1997 70. Oscar-gála    |                                                      |     |
| Kim Basinger           | Szigorúan bizalmas (L.A. Confidential)               |     |
| Joan Cusack            | A boldogító nem (In & Out)                           |     |
| Minnie Driver          | Good Will Hunting (Good Will Hunting)                |     |
| Julianne Moore         | Boogie Nights (Boogie Nights)                        |     |
| Gloria Stuart          | Titanic (Titanic)                                    |     |
| 1998 71. Oscar-gála    |                                                      |     |
| Judi Dench             | Szerelmes Shakespeare (Shakespeare in Love)          |     |
| Kathy Bates            | A nemzet színe-java (Primary Colors)                 |     |
| Brenda Blethyn         | Little Voice (Little Voice)                          |     |
| Rachel Griffiths       | Hilary és Jackie (Hilary and Jackie)                 |     |
| Lynn Redgrave          | Érzelmek tengerében (Gods and Monsters)              |     |
| 1999 72. Oscar-gála    |                                                      |     |
| Angelina Jolie         | Észvesztő (Girl, Interrupted)                        |     |
| Toni Collette          | Hatodik érzék (The Sixth Sense)                      |     |
| Catherine Keener       | A John Malkovich menet (Being John Malkovich)        |     |
| Samantha Morton        | A világ második legjobb gitárosa (Sweet and Lowdown) |     |
| Chloë Sevigny          | A fiúk nem sírnak (Boys Don't Cry)                   |     |

### A 2000-es évek
| Év                   | Név                                                                 | Cím |
| -------------------- | ------------------------------------------------------------------- | --- |
| 2000 73. Oscar-gála  |                                                                     |     |
| Marcia Gay Harden    | Pollock (Pollock)                                                   |     |
| Judi Dench           | Csokoládé (Chocolat)                                                |     |
| Kate Hudson          | Majdnem híres (Almost Famous)                                       |     |
| Frances McDormand    | Majdnem híres (Almost Famous)                                       |     |
| Julie Walters        | Billy Elliot (Billy Elliot)                                         |     |
| 2001 74. Oscar-gála  |                                                                     |     |
| Jennifer Connelly    | Egy csodálatos elme (A Beautiful Mind)                              |     |
| Helen Mirren         | Gosford Park (Gosford Park)                                         |     |
| Maggie Smith         | Gosford Park (Gosford Park)                                         |     |
| Marisa Tomei         | A hálószobában (In the Bedroom)                                     |     |
| Kate Winslet         | Iris – Egy csodálatos női elme (Iris)                               |     |
| 2002 75. Oscar-gála  |                                                                     |     |
| Catherine Zeta-Jones | Chicago (Chicago)                                                   |     |
| Kathy Bates          | Schmidt története (About Schmidt)                                   |     |
| Queen Latifah        | Chicago (Chicago)                                                   |     |
| Julianne Moore       | Az órák (The Hours)                                                 |     |
| Meryl Streep         | Adaptáció (Adaptation)                                              |     |
| 2003 76. Oscar-gála  |                                                                     |     |
| Renée Zellweger      | Hideghegy (Cold Mountain)                                           |     |
| Sohre Ágdáslu        | Ház a ködben (House of Sand and Fog)                                |     |
| Patricia Clarkson    | Hálaadás (Pieces of April)                                          |     |
| Marcia Gay Harden    | Titokzatos folyó (Mystic River)                                     |     |
| Holly Hunter         | Tizenhárom (Thirteen)                                               |     |
| 2004 77. Oscar-gála  |                                                                     |     |
| Cate Blanchett       | Aviátor (The Aviator)                                               |     |
| Laura Linney         | Kinsey (Kinsey)                                                     |     |
| Virginia Madsen      | Kerülőutak (Sideways)                                               |     |
| Sophie Okonedo       | Hotel Ruanda (Hotel Rwanda)                                         |     |
| Natalie Portman      | Közelebb (Closer)                                                   |     |
| 2005 78. Oscar-gála  |                                                                     |     |
| Rachel Weisz         | Az elszánt diplomata (The Constant Gardener)                        |     |
| Amy Adams            | Junebug                                                             |     |
| Catherine Keener     | Capote (Capote)                                                     |     |
| Frances McDormand    | Kőkemény Minnesota (North Country)                                  |     |
| Michelle Williams    | Túl a barátságon (Brokeback Mountain)                               |     |
| 2006 79. Oscar-gála  |                                                                     |     |
| Jennifer Hudson      | Dreamgirls (Dreamgirls)                                             |     |
| Adriana Barraza      | Bábel (Babel)                                                       |     |
| Cate Blanchett       | Egy botrány részletei (Notes on a Scandal)                          |     |
| Abigail Breslin      | A család kicsi kincse (Little Miss Sunshine)                        |     |
| Kikucsi Rinko        | Bábel (Babel)                                                       |     |
| 2007 80. Oscar-gála  |                                                                     |     |
| Tilda Swinton        | Michael Clayton (Michael Clayton)                                   |     |
| Cate Blanchett       | I'm Not There – Bob Dylan életei (I'm Not There)                    |     |
| Ruby Dee             | Amerikai gengszter (American Gangster)                              |     |
| Saoirse Ronan        | Vágy és vezeklés (Atonement)                                        |     |
| Amy Ryan             | Hideg nyomon (Gone Baby Gone)                                       |     |
| 2008 81. Oscar-gála  |                                                                     |     |
| Penélope Cruz        | Vicky Cristina Barcelona (Vicky Cristina Barcelona)                 |     |
| Amy Adams            | Kétely (Doubt)                                                      |     |
| Viola Davis          | Kétely (Doubt)                                                      |     |
| Taraji P. Henson     | Benjamin Button különös élete (The Curious Case of Benjamin Button) |     |
| Marisa Tomei         | A pankrátor (The Wrestler)                                          |     |
| 2009 82. Oscar-gála  |                                                                     |     |
| Mo’Nique             | Precious – A boldogság ára (Precious)                               |     |
| Penélope Cruz        | Kilenc (Nine)                                                       |     |
| Vera Farmiga         | Egek ura (Up in the Air)                                            |     |
| Maggie Gyllenhaal    | Őrült szív (Crazy Heart)                                            |     |
| Anna Kendrick        | Egek ura (Up in the Air)                                            |     |

### 2010-es évek
| Év                   | Színésznő              | Színésznő                                | Szerep                                | Magyar cím                 | Eredeti cím |
| 2010 (83. gála)      |                        |                                          |                                       |                            |             |
| -------------------- | ---------------------- | ---------------------------------------- | ------------------------------------- | -------------------------- | ----------- |
| 2010 (83. gála)      |                        | Melissa Leo                              | Alice Eklund-Ward                     | A harcos                   | The Fighter |
| 2010 (83. gála)      | Amy Adams              | Charlene Fleming                         | A harcos                              | The Fighter                |             |
| 2010 (83. gála)      | Helena Bonham Carter   | Erzsébet királyné                        | A király beszéde                      | The King's Speech          |             |
| 2010 (83. gála)      | Hailee Steinfeld       | Mattie Ross                              | A félszemű                            | True Grit                  |             |
| 2010 (83. gála)      | Jacki Weaver           | Janine 'Smurf' Cody                      | Animal Kingdom – A rettegés birodalma | Animal Kingdom             |             |
| 2011 (84. gála)      |                        |                                          |                                       |                            |             |
|                      | Octavia Spencer        | Minerva 'Minny' Jackson                  | A segítség                            | The Help                   |             |
| Bérénice Bejo        | Peppy Miller           | The Artist – A némafilmes                | The Artist                            |                            |             |
| Jessica Chastain     | Celia Rae Foote        | A segítség                               | The Help                              |                            |             |
| Melissa McCarthy     | Megan Price            | Koszorúslányok                           | Bridesmaids                           |                            |             |
| Janet McTeer         | Hubert Page            | Albert Nobbs                             | Albert Nobbs                          |                            |             |
| 2012 (85. gála)      |                        |                                          |                                       |                            |             |
|                      | Anne Hathaway          | Fantine                                  | A nyomorultak                         | Les Misérables             |             |
| Amy Adams            | Peggy Dodd             | The Master                               | The Master                            |                            |             |
| Sally Field          | Mary Todd Lincoln      | Lincoln                                  | Lincoln                               |                            |             |
| Helen Hunt           | Cheryl Cohen-Greene    | A kezelés                                | The Sessions                          |                            |             |
| Jacki Weaver         | Dolores Solitano       | Napos oldal                              | Silver Linings Playbook               |                            |             |
| 2013 (86. gála)      |                        |                                          |                                       |                            |             |
|                      | Lupita Nyong’o         | Patsey                                   | 12 év rabszolgaság                    | 12 Years a Slave           |             |
| Sally Hawkins        | Ginger                 | Blue Jasmine                             | Blue Jasmine                          |                            |             |
| Jennifer Lawrence    | Rosalyn Rosenfeld      | Amerikai botrány                         | American Hustle                       |                            |             |
| Julia Roberts        | Barbara Weston-Fordham | Augusztus Oklahomában                    | August: Osage County                  |                            |             |
| June Squibb          | Kate Grant             | Nebraska                                 | Nebraska                              |                            |             |
| 2014 (87. gála)      |                        |                                          |                                       |                            |             |
|                      | Patricia Arquette      | Olivia Evans                             | Sráckor                               | Boyhood                    |             |
| Laura Dern           | Barbara 'Bobbi' Grey   | Vadon                                    | Wild                                  |                            |             |
| Keira Knightley      | Joan Clarke            | Kódjátszma                               | The Imitation Game                    |                            |             |
| Emma Stone           | Sam Thomson            | Birdman avagy (A mellőzés meglepő ereje) | Birdman                               |                            |             |
| Meryl Streep         | A banya                | Vadregény                                | Into the Woods                        |                            |             |
| 2015 (88. gála)      |                        |                                          |                                       |                            |             |
|                      | Alicia Vikander        | Gerda Wegener                            | A dán lány                            | The Danish Girl            |             |
| Jennifer Jason Leigh | 'Crazy' Daisy Domergue | Aljas nyolcas                            | The Hateful Eight                     |                            |             |
| Rooney Mara          | Therese Belivet        | Carol                                    | Carol                                 |                            |             |
| Rachel McAdams       | Sacha Pfeiffer         | Spotlight – Egy nyomozás részletei       | Spotlight                             |                            |             |
| Kate Winslet         | Joanna Hoffman         | Steve Jobs                               | Steve Jobs                            |                            |             |
| 2016 (89. gála)      |                        |                                          |                                       |                            |             |
|                      | Viola Davis            | Rose Lee Maxson                          | Kerítések                             | Fences                     |             |
| Naomie Harris        | Paula                  | Holdfény                                 | Moonlight                             |                            |             |
| Nicole Kidman        | Sue Brierley           | Oroszlán                                 | Lion                                  |                            |             |
| Octavia Spencer      | Dorothy Vaughan        | A számolás joga                          | Hidden Figures                        |                            |             |
| Michelle Williams    | Randi Chandler         | A régi város                             | Manchester by the Sea                 |                            |             |
| 2017 (90. gála)      |                        |                                          |                                       |                            |             |
|                      | Allison Janney         | LaVona Fay Golden                        | Én, Tonya                             | I, Tonya                   |             |
| Mary J. Blige        | Florence Jackson       | Mudbound                                 | Mudbound                              |                            |             |
| Lesley Manville      | Cyril Woodcock         | Fantomszál                               | Phantom Thread                        |                            |             |
| Laurie Metcalf       | Marion McPherson       | Lady Bird                                | Lady Bird                             |                            |             |
| Octavia Spencer      | Zelda Delilah Fuller   | A víz érintése                           | The Shape of Water                    |                            |             |
| 2018 (91. gála)      |                        |                                          |                                       |                            |             |
|                      | Regina King            | Sharon Rivers                            | Ha a Beale utca mesélni tudna         | If Beale Street Could Talk |             |
| Amy Adams            | Lynne Cheney           | Alelnök                                  | Vice                                  |                            |             |
| Marina de Tavira     | Sofía                  | Roma                                     | Roma                                  |                            |             |
| Emma Stone           | Abigail Masham         | A kedvenc                                | The Favourite                         |                            |             |
| Rachel Weisz         | Sarah Churchill        | A kedvenc                                | The Favourite                         |                            |             |
| 2019 (92. gála)      |                        |                                          |                                       |                            |             |
|                      | Laura Dern             | Nora Fanshaw                             | Házassági történet                    | Marriage Story             |             |
| Kathy Bates          | Barbara 'Bobi' Jewell  | Richard Jewell balladája                 | Richard Jewell                        |                            |             |
| Scarlett Johansson   | Rosie Betzler          | Jojo Nyuszi                              | Jojo Rabbit                           |                            |             |
| Florence Pugh        | Amy Curtis March       | Kisasszonyok                             | Little Women                          |                            |             |
| Margot Robbie        | Kayla Pospisil         | Botrány                                  | Bombshell                             |                            |             |

### 2020-as évek
| Év                     | Színésznő                     | Színésznő                    | Szerep                             | Magyar cím                        | Eredeti cím |
| 2020 / 2021 (93. gála) |                               |                              |                                    |                                   |             |
| ---------------------- | ----------------------------- | ---------------------------- | ---------------------------------- | --------------------------------- | ----------- |
| 2020 / 2021 (93. gála) |                               | Jun Jodzsong                 | Szundzsa                           | Minari – A családom története     | Minari      |
| 2020 / 2021 (93. gála) | Marija Bakalova               | Tutar Szaggyijev             | Borat utólagos mozifilm            | Borat Subsequent Moviefilm        |             |
| 2020 / 2021 (93. gála) | Glenn Close                   | Bonnie "Mamaw" Vance         | Vidéki ballada az amerikai álomról | Hillbilly Elegy                   |             |
| 2020 / 2021 (93. gála) | Olivia Colman                 | Anne                         | Az apa                             | The Father                        |             |
| 2020 / 2021 (93. gála) | Amanda Seyfried               | Marion Davies                | Mank                               | Mank                              |             |
| 2021 (94. gála)        |                               |                              |                                    |                                   |             |
|                        | Ariana DeBose                 | Anita                        | West Side Story                    | West Side Story                   |             |
| Jessie Buckley         | Leda Caruso fiatalon          | Az elveszett lány            | The Lost Daughter                  |                                   |             |
| Judi Dench             | Granny                        | Belfast                      | Belfast                            |                                   |             |
| Kirsten Dunst          | Rose Gordon                   | A kutya karmai közt          | The Power of the Dog               |                                   |             |
| Aunjanue Ellis-Taylor  | Oracene „Brandy” Price        | Richard király               | King Richard                       |                                   |             |
| 2022 (95. gála)        |                               |                              |                                    |                                   |             |
|                        | Jamie Lee Curtis              | Deirdre Beaubeirdre          | Minden, mindenhol, mindenkor       | Everything Everywhere All at Once |             |
| Angela Bassett         | Ramonda királynő              | Fekete Párduc 2.             | Black Panther: Wakanda Forever     |                                   |             |
| Hong Chau              | Liz                           | A bálna                      | The Whale                          |                                   |             |
| Kerry Condon           | Siobhán Súilleabháin          | A sziget szellemei           | The Banhsees of Inisherin          |                                   |             |
| Stephanie Hsu          | Joy Wang / Jobu Tupaki        | Minden, mindenhol, mindenkor | Everything Everywhere All at Once  |                                   |             |
| 2023 (96. gála)        |                               |                              |                                    |                                   |             |
|                        | Da’Vine Joy Randolph          | Mary Lamb                    | Téli szünet                        | The Holdovers                     |             |
| Emily Blunt            | Katherine „Kitty” Oppenheimer | Oppenheimer                  | Oppenheimer                        |                                   |             |
| Danielle Brooks        | Sofia                         | Bíborszín                    | The Color Purple                   |                                   |             |
| America Ferrera        | Gloria                        | Barbie                       | Barbie                             |                                   |             |
| Jodie Foster           | Bonnie Stoll                  | Nyad                         | Nyad                               |                                   |             |
| 2024 (97. gála)        |                               |                              |                                    |                                   |             |
|                        | Zoë Saldana                   | Rita Mora Castro             | Emilia Pérez                       | Emilia Pérez                      |             |
| Monica Barbaro         | Joan Baez                     | Sehol se otthon              | A Complete Unknown                 |                                   |             |
| Ariana Grande          | Galinda „Glinda” Upland       | Wicked                       | Wicked                             |                                   |             |
| Felicity Jones         | Erzsébet Tóth                 | A brutalista                 | The Brutalist                      |                                   |             |
| Isabella Rossellini    | Agnes nővér                   | Konklávé                     | Conclave                           |                                   |             |